# Pulo Bayu
Pulo Bayu is een bestuurslaag in het regentschap Simalungun van de provincie Noord-Sumatra, Indonesië. Pulo Bayu telt 2176 inwoners (volkstelling 2010).